# Пуки, Эндре
Эндре (Андраш) Ласло Пуки (венг. Endre Puky; 20 февраля 1871. Кошице, Австро-Венгрия — 20 июля 1941) — венгерский политический и государственный деятель, дипломат, министр иностранных дел Венгрии (1 октября 1932 — 9 января 1933), прозаик, судья, тайный советник императорского и королевского двора.

## Биография
Представитель древнего дворянского рода. С 1920 года работал правительственным уполномоченным по вопросам юридической власти в нескольких медье, с 1924 по 1933 год — представителем правительственной партийной программы, с 1926 года — председатель Палаты представителей.
С 1932 по 1933 год занимал пост министра иностранных дел в правительстве Д. Гёмбёша, затем был председателем Административного суда и членом Верхней палаты.
В 1927 г. стал членом правления Венгерской академии изящных искусств, затем в 1933 г. — её сопредседателем. Был президентом Венгерской туристической ассоциации с 1930 по 1931 год.
Член венгерской партии единства. Депутат парламента (1926—1931).
Похоронен в Будапеште на кладбище Фаркашрети.

## Избранные публикации
- Hatvan év muzsikája. Zenei élettörténetem; May Ny., Bp., 1937
- Puky Gyula életrajza 1840—1919; Jakab Ny., Bp., 1940
- Apám, Puky Gyula, 1840—1919; szerzői, Bp., 2006